# Peterson Institute for International Economics
Le Peterson Institute for International Economics, anciennement Institute for International Economics (Institut pour l'économie internationale) est un think tank privé et indépendant qui s'intéresse aux problèmes économiques internationaux. Il est basé à Washington D.C..

## Description
Le Peterson Institute contribue aux débats de politique économique internationale par la publication de documents de recherche et de livres, et par l'organisation de conférences et de réunions de discussion.
Il a été créé en 1981 par C. Fred Bergsten, ancien Secrétaire adjoint aux affaires internationales du département du Trésor américain, avec le soutien du German Marshall Fund. Il l'a dirigé jusqu'au 1er janvier 2013, date à laquelle Adam Posen a pris sa succession.
L'équipe permanente de recherche comprend des économistes de renom parmi lesquels Gary Hufbauer, Olivier Jeanne, Simon Johnson, Adam Posen, Carmen Reinhart, Nicolas Véron, Olivier Blanchard et John Williamson.
L'Institut est indépendant et non partisan, et son influence dans les débats de politique économique aux États-Unis a été constatée à la fois sous des gouvernements Démocrates et Républicains. Son indépendance financière est liée à la fois à la multiplicité de ses donateurs et à l'importance de son fonds de dotation (endowment). Le budget annuel est de l'ordre de onze millions de dollars, provenant de fondations, de donateurs individuels et d'entreprises, ainsi que des ressources propres liées à la vente de publications et surtout aux revenus de placements financiers. Le fonds de dotation a été principalement constitué en 2006, au même moment où l'institut a adopté son nom actuel.
L'institut a emménagé en 2001 dans un nouveau bâtiment construit spécifiquement pour ses besoins, conçu par James von Klemperer du cabinet KPF. Situé au 1750 Massachusetts Avenue, il fait face à la Brookings Institution et au Carnegie Endowment for International Peace. Il est également voisin de SAIS Johns Hopkins.

## Conseil d'administration
Le conseil d'administration est présidé par Peter G.Peterson, ancien secrétaire au Commerce des États-Unis et donateur de l'institut depuis sa création.
Parmi les autres membres importants du bureau des directeurs, on peut citer :
- Leszek Balcerowicz, président de la Banque nationale de Pologne ;
- Chen Yuan, gouverneur de la Banque chinoise de développement ;
- Lord Browne de Madingley, Chief Executive de BP ;
- Jessica Einhorn, doyen de la Paul H. Nitze School of Advanced International Studies ;
- Stanley Fischer, gouverneur de la Banque d'Israël ;
- Jacob A. Frenkel, vice-président d'American International Group et ancien gouverneur de la Banque d'Israël ;
- Maurice R. Greenberg, ancien CEO of American International Group ;
- Nobuyuki Idei, ancien président de Sony ;
- Lee Kuan Yew, ancien Premier ministre de la république de Singapour ;
- Mario Monti, ancien commissaire européen ;
- Paul O'Neill, ancien secrétaire du Trésor des États-Unis ;
- David O'Reilly, président de Chevron ;
- James W. Owens, Chief Executive de Caterpillar ;
- David Rockefeller, ancien président de la Chase Manhattan Bank ;
- Renato Ruggiero, ancien directeur général de Organisation mondiale du commerce ;
- Lawrence Summers, ancien secrétaire du Trésor des États-Unis ;
- Jean-Claude Trichet, ancien président de la Banque centrale européenne ;
- Laura D'Andrea Tyson, ancien président du Council of Economic Advisers du Président des États-Unis ;
- Paul Volcker, ancien président de la Réserve fédérale des États-Unis ;
- Marina v.N. Whitman, professeur des gestions des affaires et des politiques publiques à la Ross School of Business ;
- Ernesto Zedillo, ancien président du Mexique.